# John Sentamu
John Tucker Mugabi Sentamu (* 10. června 1949 Kampala) je anglikánský teolog, 97. arcibiskup yorský, metropolita provincie Yorku a primas anglický. Titul yorského arcibiskupa je druhá nejvýznamnější pozice v anglikánské církevní hierarchii.

## Život
Narodil se poblíž Kampaly v dnešní Ugandě. Vystudoval práva na univerzitě Makerere a stal se právníkem Nejvyššího soudu Ugandy. Za kritiku režimu prezidenta Idi Amina byl krátce vězněn. Když roku 1974 uprchl do Spojeného království, začal studovat teologii na Selwyn College v Cambridge. Vysvěcen na kněze byl v roce 1979 a 1997 na biskupa. Působil v Stepney. V roce 2002 zastával post biskupa Birminghamu a roku 2005 byl jmenován do funkce yorského arcibiskupa. Pro své konzervativní morální postoje je považován za tradicionalistu.

### Veřejný křest
Na Velikonoční neděli v roce 2008 pokřtil 20 lidí plným ponořením do nádoby s vodou před kostelem St Michael-le-Belfrey v Yorku. Obřad sledovaly stovky lidí.

## Odkazy

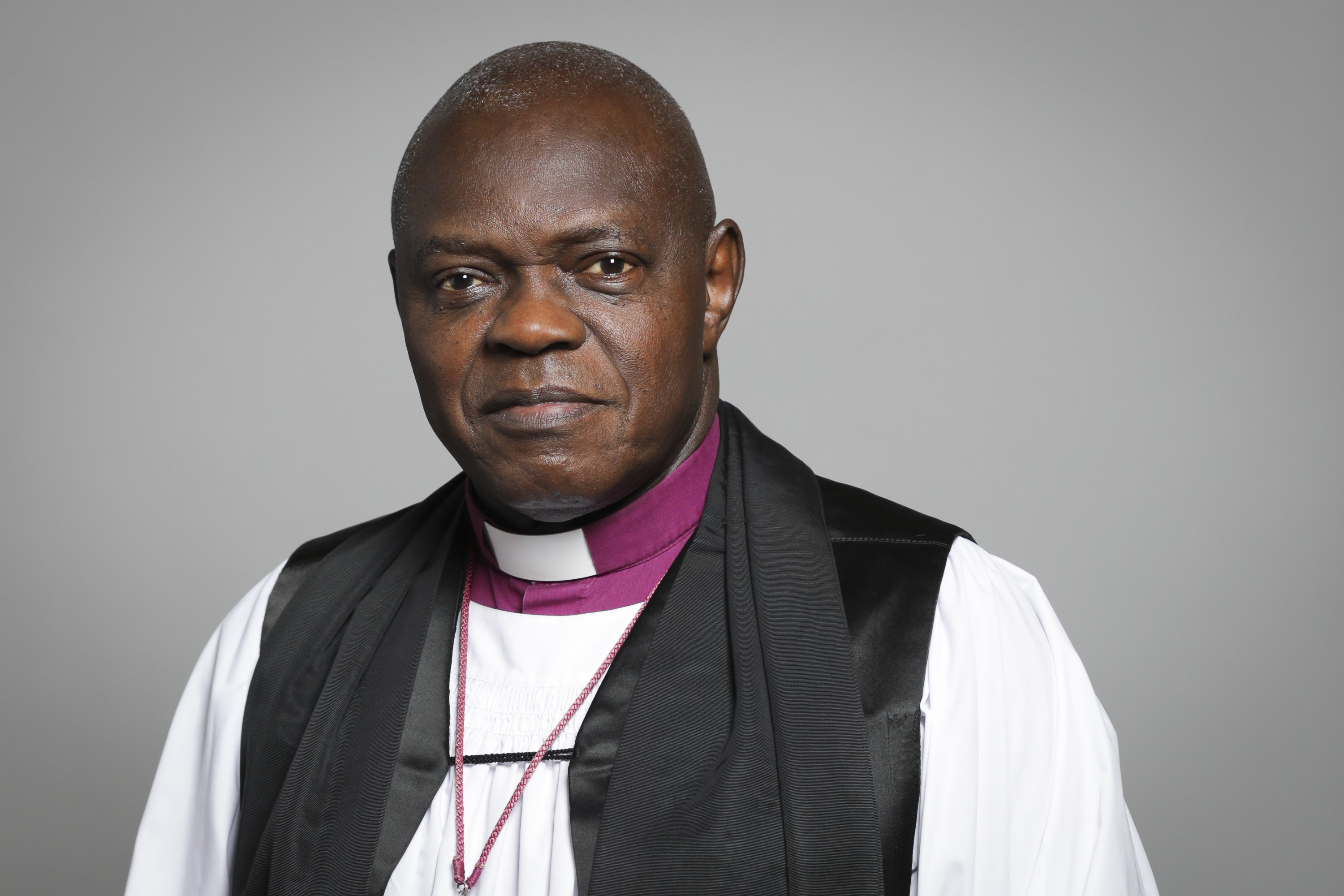
John Sentamu (2019)